# Mitar Mrkela
Dimitrije „Mitar” Mrkela (ur. 10 lipca 1965 w Belgradzie) – serbski piłkarz występujący na pozycji pomocnika. Ojciec Andreja Mrkeli, także piłkarza.

## Kariera klubowa
Mrkela karierę rozpoczynał w 1981 roku w zespole OFK Beograd. Spędził tam 2 lata, a potem odszedł do drużyny Crvena zvezda. Przez 7 lat gry zdobył z nią 3 mistrzostwa Jugosławii (1984, 1988, 1990) oraz 2 Puchary Jugosławii (1985, 1990). W 1990 roku wyjechał do Holandii, by grać w tamtejszym FC Twente. Przez 2 lata rozegrał tam 61 spotkań i zdobył 10 bramek.
W 1992 roku Mrkela odszedł do tureckiego klubu Beşiktaş JK. W 1993 roku wywalczył z nim wicemistrzostwo Turcji. Po tym osiągnięciu wrócił do Holandii, gdzie przez rok grał w drugoligowym zespole SC Cambuur, a potem zakończył karierę.

## Kariera reprezentacyjna
W reprezentacji Jugosławii Mrkela zadebiutował 17 listopada 1982 roku w wygranym 1:0 meczu eliminacji Mistrzostw Europy 1984 z Bułgarią. Został wówczas najmłodszym reprezentantem tego kraju w historii. Jego rekord został pobity po rozpadzie Jugosławii, kiedy 11 października 2013 w reprezentacji Serbii zadebiutował Andrija Živković. W 1984 roku został powołany do kadry na Letnie Igrzyska Olimpijskie, podczas których zdobył z drużyną brązowy medal.
W latach 1982–1986 w drużynie narodowej rozegrał łącznie 5 spotkań i zdobył 1 bramkę.